# ストレプトパイン
ストレプトパイン(Streptopain, EC 3.4.22.10)は、酵素である。以下の化学反応を触媒する。
P2、P1及びP1'位の疎水性残基を好んで切断する。
この酵素は、レンサ球菌(Streptococcus)から単離され、そのため、Streptococcus peptidase A、streptococcal cysteine proteinase、Streptococcus protease等とも呼ばれることがある。